# Tasmanoplegas spilota
Tasmanoplegas spilota là một loài Trichoptera trong họ Polycentropodidae. Chúng phân bố ở miền Australasia.